# Anton Czyczkan
Anton Piatrowicz Czyczkan (biał. Антон Пятровіч Чычкан, ur. 10 lipca 1995 w Mińsku) – białoruski piłkarz występujący na pozycji bramkarza w polskim klubie Wisła Kraków.

## Kariera klubowa

### BATE Borysów
W 2013 roku dołączył do akademii BATE Borysów. 1 stycznia 2017 został przesunięty do pierwszego zespołu, rywalizującego w Wyszejszajej Lidze. Zadebiutował 9 kwietnia 2017 w spotkaniu przeciwko FK Mińsk, wygranym 1:0. W sezonie 2017 jego zespół zajął pierwsze miejsce w tabeli zdobywając mistrzostwo Białorusi. 10 lipca 2019 zadebiutował w kwalifikacjach do Ligi Mistrzów w meczu przeciwko Piastowi Gliwice (1:1).

### FK Smalawiczy
6 marca 2016 został wysłany na wypożyczenie do klubu FK Smalawiczy. Zadebiutował 16 kwietnia 2016 w meczu Pierszajej Lihi przeciwko Tarpiedzie Mińsk (2:1).

### Wisła Kraków
20 lutego 2024 podpisał czteromiesięczny kontrakt z Wisłą Kraków (I liga). W maju tegoż roku wywalczył z tym klubem Puchar Polski po pokonaniu w finale 2:1 Pogoni Szczecin.

## Kariera reprezentacyjna

### Białoruś U-21
W 2014 roku Czyczkan otrzymał powołanie do reprezentacji Białorusi U-21. Zadebiutował 14 listopada 2014 w towarzyskim spotkaniu przeciwko Litwie (1:0).

### Białoruś
W 2020 roku otrzymał pierwsze powołanie do seniorskiej reprezentacji Białorusi. 11 listopada 2020 zadebiutował w meczu towarzyskim przeciwko Rumunii, przegranym 3:5.

## Statystyki

### Klubowe
(aktualne na dzień 6 maja 2024)
| Klub                 | Sezon              | Liga               | Liga  | Liga   | Puchar kraju | Puchar kraju | Europa | Europa | Inne  | Inne   | Suma  | Suma   |
| Klub                 | Sezon              | Liga               | Mecze | Bramki | Mecze        | Bramki       | Mecze  | Bramki | Mecze | Bramki | Mecze | Bramki |
| -------------------- | ------------------ | ------------------ | ----- | ------ | ------------ | ------------ | ------ | ------ | ----- | ------ | ----- | ------ |
| FK Smalawiczy (wyp.) | 2016               | Pierszaja Liha     | 15    | 0      | 1            | 0            | –      | –      | –     | –      | 16    | 0      |
| FK Smalawiczy (wyp.) | Ogólnie            | Ogólnie            | 15    | 0      | 1            | 0            | 0      | 0      | 0     | 0      | 16    | 0      |
| BATE Borysów         | 2017               | Wyszejszaja Liha   | 3     | 0      | 2            | 0            | 0      | 0      | 0     | 0      | 5     | 0      |
| BATE Borysów         | 2018               | Wyszejszaja Liha   | 4     | 0      | 2            | 0            | 0      | 0      | 0     | 0      | 6     | 0      |
| BATE Borysów         | 2019               | Wyszejszaja Liha   | 12    | 0      | 2            | 0            | 8      | 0      | 1     | 0      | 23    | 0      |
| BATE Borysów         | 2020               | Wyszejszaja Liha   | 16    | 0      | 5            | 0            | 0      | 0      | 0     | 0      | 21    | 0      |
| BATE Borysów         | 2021               | Wyszejszaja Liha   | 2     | 0      | 1            | 0            | 0      | 0      | 1     | 0      | 4     | 0      |
| BATE Borysów         | Ogólnie            | Ogólnie            | 37    | 0      | 12           | 0            | 8      | 0      | 2     | 0      | 59    | 0      |
| FK Ufa               | 2021/2022          | Priemjer-Liga      | 6     | 0      | 0            | 0            | 0      | 0      | 0     | 0      | 6     | 0      |
| Dinamo Tbilisi       | 2022               | Erownuli Liga      | 0     | 0      | 0            | 0            | 0      | 0      | 0     | 0      | 0     | 0      |
| Dinamo Tbilisi       | 2023               | Erownuli Liga      | 0     | 0      | 0            | 0            | 0      | 0      | 0     | 0      | 0     | 0      |
| Dinamo Tbilisi       | Ogólnie            | Ogólnie            | 0     | 0      | 0            | 0            | 0      | 0      | 0     | 0      | 0     | 0      |
| Dinamo Batumi        | 2023               | Erownuli Liga      | 16    | 0      | 4            | 0            | 2      | 0      | 0     | 0      | 22    | 0      |
| Wisła Kraków         | 2023/2024          | I liga             | 1     | 0      | 1            | 0            | 0      | 0      | 0     | 0      | 2     | 0      |
| Ogólnie w karierze   | Ogólnie w karierze | Ogólnie w karierze | 75    | 0      | 18           | 0            | 10     | 0      | 2     | 0      | 105   | 0      |

### Reprezentacyjne
(aktualne na dzień 6 maja 2024)
| Reprezentacja | Rok     | Mecze | Bramki |
| ------------- | ------- | ----- | ------ |
| Białoruś U-21 |         |       |        |
| 2014          | 1       | 0     |        |
| 2015          | 2       | 0     |        |
| 2016          | 2       | 0     |        |
| Ogólnie       | Ogólnie | 5     | 0      |
| Białoruś      |         |       |        |
| 2020          | 1       | 0     |        |
| Ogólnie       | Ogólnie | 1     | 0      |

| Mecze i gole w reprezentacji | Mecze i gole w reprezentacji | Mecze i gole w reprezentacji | Mecze i gole w reprezentacji | Mecze i gole w reprezentacji | Mecze i gole w reprezentacji | Mecze i gole w reprezentacji | Mecze i gole w reprezentacji |
| Białoruś U-21                | Białoruś U-21                | Białoruś U-21                | Białoruś U-21                | Białoruś U-21                | Białoruś U-21                | Białoruś U-21                | Białoruś U-21                |
| Lp.                          | Data                         | Miejsce                      | Gospodarz                    | Gość                         | Wynik                        | Gol                          | Rozgrywki                    |
| ---------------------------- | ---------------------------- | ---------------------------- | ---------------------------- | ---------------------------- | ---------------------------- | ---------------------------- | ---------------------------- |
| 1.                           | 14.11.2014                   | Wilno                        | Litwa U-21                   | Białoruś U-21                | 1:0                          |                              | Mecz towarzyski              |
| 1.                           | 15.04.2015                   | Kijów                        | Ukraina U-21                 | Białoruś U-21                | 1:0                          |                              | Mecz towarzyski              |
| 1.                           | 14.06.2015                   | Słuck                        | Białoruś U-21                | Rosja U-21                   | 0:3                          |                              | Mecz towarzyski              |
| 1.                           | 17.01.2016                   | Petersburg                   | Białoruś U-21                | Kirgistan U-21               | 0:1                          |                              | Mecz towarzyski              |
| 1.                           | 07.10.2016                   | Myjava                       | Słowacja U-21                | Białoruś U-21                | 3:1                          |                              | el. ME U-21 2017             |
| Białoruś                     |                              |                              |                              |                              |                              |                              |                              |
| Lp.                          | Data                         | Miejsce                      | Gospodarz                    | Gość                         | Wynik                        | Gol                          | Rozgrywki                    |
| 1.                           | 11.11.2020                   | Bukareszt                    | Rumunia                      | Białoruś                     | 5:3                          |                              | Mecz towarzyski              |

## Sukcesy
BATE Borysów
- mistrzostwo Białorusi: 2017, 2018
- Puchar Białorusi: 2019/20

Dinamo Batumi
- mistrzostwo Gruzji: 2023

Wisła Kraków
- Puchar Polskiː 2023/24